# Ramleje
Ramleje, dodatkowa nazwa w języku kaszubskim Ramleje, (niem. Ramley) – wieś kaszubska w Polsce położona w województwie pomorskim, w powiecie kartuskim, w gminie Somonino.
W latach 1975–1998 miejscowość administracyjnie należała do województwa gdańskiego.

## Nazwa miejscowości
Nazwa miejscowości jest trudna do objaśnienia. Ma związek z rąbaniem, wyrębem lasu. Nie jest oczywiste, czy to nazwa kulturowa od nieistniejącego dziś rzeczownika rąbiel, oznaczającego 'porębę, zrąb', czy odosobowa dzierżawcza równa nazwisku Rąbiel. Samo słowo rąbiel, zważywszy na szeroką gamę określeń drwala w kaszubszczyźnie, takich jak rębiec, rąbca, rumpca, rębosz, rębiech, mogło również oznaczać 'drwala'. Mozliwe też, że współczesna nazwa wykształciła się na bazie określenia Rąbiele jako liczba mnoga od rąbiel 'wyrąb'.
Możliwe też jest, ze względu na odosobnione położenie osady, proste przeniesienie kaszubskiego określenia ramleje, w znaczeniu miejsce leżące na uboczu, 'daleko od świata',  na nazwę miejscowości.

## Historia miejscowości
Ramleje są osadą bardzo późną, jeszcze do połowy XIX w. na tym terenie rosły lasy. Pierwsze odniesienia dotyczą okręgu leśnego w obwodzie Sztęgwałd (obecnie Jodłowno w gminie Przywidz), późniejsze leśniczówki i osady leśnej. W roku 1868 obszar został wydany na własność mieszkańcom, rok później było we wsi 30 domów i mieszkało w niej 231 osób. Wieś obejmowała 325 hektarów, była w niej szkoła katolicka, w której ok. 1885 r. jeden nauczyciel uczył 84 dzieci. Na koniec 1892 r. wieś zamieszkiwało 270 osób, dla 263 z nich kaszubski był językiem ojczystym, dla 7 niemiecki. 
Od 22 października 1906 r. do 31 maja 1907 r. w miejscowej szkole elementarnej odbył się strajk dzieci przeciwko nauczaniu religii w języku niemieckim. Z uczestników strajku znane są nazwiska następujących dzieci: M. Schwichtenberg, Muchowscy. Strajk był elementem znacznie większej akcji biernego oporu wobec pruskich władz szkolnych.
W roku 1910 miejscowość liczyła 290 mieszkańców, 285 Kaszubów katolików i 5 Niemców ewangelików.